# McLaren MP4/2
La McLaren MP4/2 è stata la sedicesima monoposto del team McLaren di Formula 1, che ha gareggiato dal 1984 al 1986, seppure con versioni evolute, risultando la vettura con più vittorie all'attivo.
Guidata da Niki Lauda, poi sostituito da Keke Rosberg nel 1986, ed Alain Prost riuscì a vincere sia il titolo piloti che quello costruttori. La vettura fu progettata da John Barnard ed era spinta dal potente motore V6 TAG Porsche TTE PO1 di 1.500 cm³ sovralimentato da 2 turbocompressori; inizialmente disponeva in gara di una potenza di circa 600 CV, ma nei successivi step evolutivi arrivò a 715 CV, mentre in configurazione da qualifica raggiungeva punte di oltre 800 CV. Il telaio era in fibra di carbonio, come la precedente MP4/1.

## Contesto

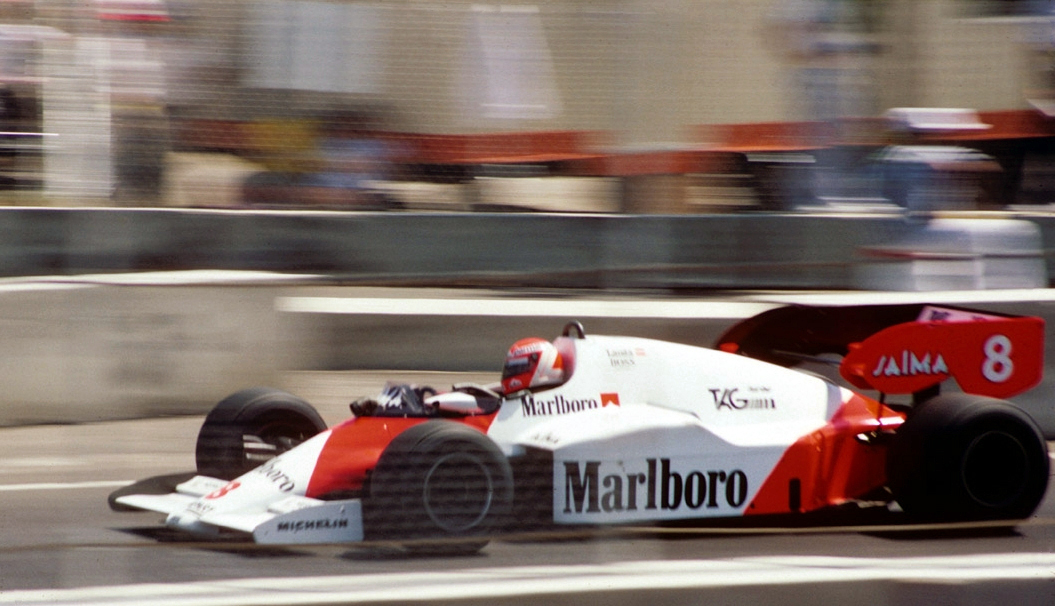
Niki Lauda su McLaren MP4/2 a Dallas nel 1984

A metà stagione 1983 era ormai chiaro che i motori aspirati non avrebbero retto a lungo la competitività dei motori sovralimentati. Infatti i piloti che lottavano per il titolo guidavano tutti Brabham, Ferrari e Renault, ossia vetture turbo. La decisione della Cosworth di continuare a sviluppare un propulsore aspirato indusse Ron Dennis ad interessarsi della ricerca di un produttore che realizzasse propulsori sovralimentati per la sua scuderia. Tuttavia, non vi erano case disposte a fornire motori al team inglese, poiché già tutti impegnati con altre scuderie.
La soluzione fu trovata in casa: da circa un anno, era entrato in società con Mansur Ojjeh, titolare della TAG. Questi si offrì allora di finanziare il progetto di un motore, costruito partendo totalmente da zero. Per far ciò si rivolse alla Porsche, la quale non era intenzionata a tornare in Formula 1, ma disponibile come fornitore di Engineering regolarmente pagata.
La progettazione risultò essere abbastanza travagliata, in quanto le richieste di John Barnard, che puntava ad una vettura assai innovativa, non erano molto gradite ai motoristi, che denunciavano di non poter organizzare liberamente il loro lavoro. S'innescò un circolo vizioso, dove i telaisti pretendevano che il motore venisse concepito in funzione della scocca, mentre i motoristi pretendevano il contrario. Poiché però l McLaren era la committente, che pagava per vedere realizzato il progetto, la Porsche decise di sottostare alle richieste del suo cliente.
I primi test, effettuati nel 1983 da Niki Lauda, fecero trasparire una potenza di 550 CV a 10.500 giri/min, una differenza non così esagerata rispetto al vecchio Cosworth DFV, mentre la coppia era decisamente superiore, anche se il propulsore soffriva di turbo-lag, ossia un ritardo di risposta tra il momento in cui il pilota accelerava e il momento in cui il motore incrementava il suo regime di rotazione.
Tutti problemi vennero risolti in tempo record. Infatti nel 1984, la McLaren dominò decisamente il campionato, vincendo quello piloti con Lauda, seguito a mezzo punto, dal compagno Prost. Ovviamente vinse anche quello costruttori. Tuttavia il motore non era il più prestante del gruppo, per quanto erogasse 715 CV in gara e 800 CV in qualifica (al regime di 11.200 giri/min). I punti di forza della vettura era invece la perfetta integrazione tra telaio e propulsore, che rendeva semplice sia la guida che la messa a punto della macchina, ma soprattutto l'esperienza in tema di consumi e di controllo elettronico del motore, maturata dalla Porsche e dalla Bosch nelle gare di durata con il motore della Porsche 956. In quell'anno infatti entrò in vigore la limitazione a 220 litri della quantità di benzina utilizzabile in gara.

## Evoluzioni successive

### La versione MP4/2B

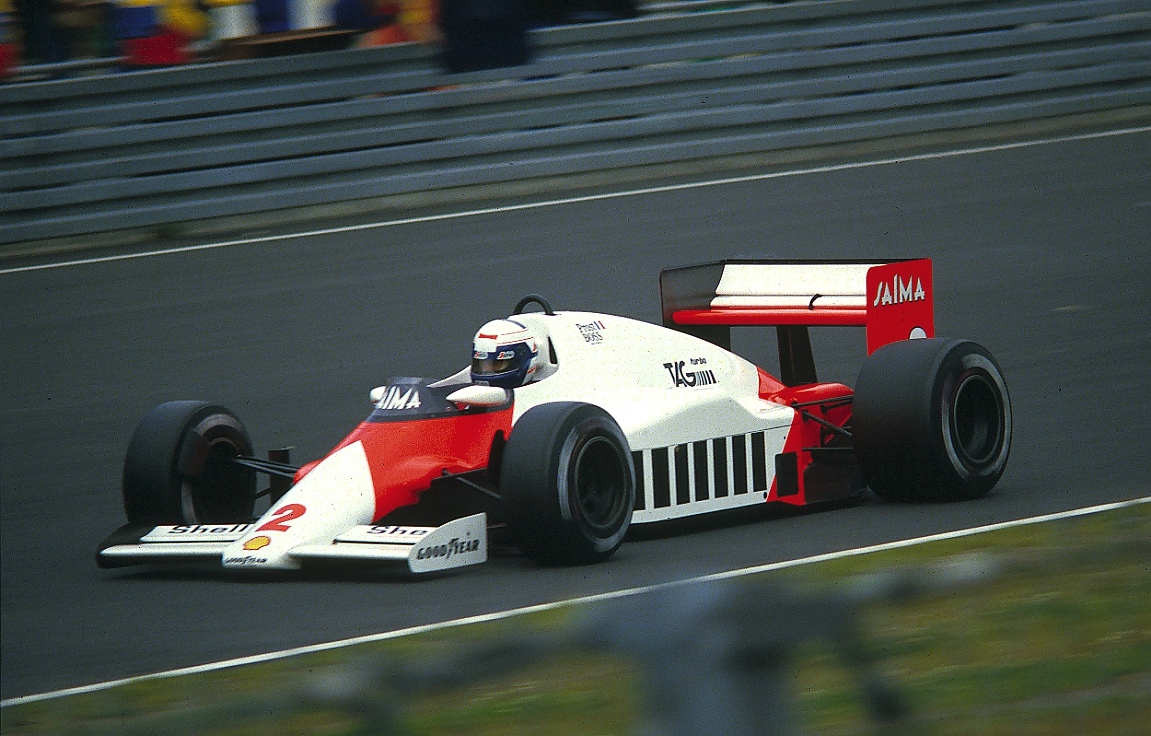
Alain Prost su McLaren MP4/2B al Nürburgring nel 1985

Per il campionato 1985 venne predisposta la McLaren MP4/2B, versione evoluzione della vettura campione l'anno precedente: il motore raggiunse una potenza in gara di 850 CV, mentre il vistoso alettone posteriore usato nel 1984 venne sostituito da uno più tradizionale, come accadde a tutte le altre vetture, per i nuovi regolamenti. Dopo il ritiro della Michelin, la MP4/2B venne equipaggiata con gomme Goodyear.
La McLaren adottò i numeri 1 e 2 rispettivamente per Lauda e Prost. Al contrario dell'anno precedente tuttavia il campionato non vide un'altra lotta interna al team, bensì una sfida a due tra il francese e la Ferrari di Michele Alboreto. Fino a 3/4 di stagione la lotta rimase molto serrata grazie alla ritrovata competitivitá della Scuderia di Maranello, ma nella fase finale iniziò per l'italiano una serie di ben 5 ritiri per guasti meccanici che vanificarono ogni sua speranza iridata. Così a fine stagione Prost si laureò campione del mondo per la prima volta (primo titolo iridato anche per un pilota francese). Il transalpino chiuse la stagione con un bottino complessivo di 5 vittorie e 73 punti iridati (più 3 scartati) contro i 53 di Alboreto.

Stagione da dimenticare invece per Lauda che andò a punti solo in 3 occasioni, ottenendo solo una vittoria al GP d'Olanda a Zandvoort, più un 4º posto a Imola e un 5º in Germania, per un totale di appena 14 punti; a causa poi di un infortunio al polso durante le prove libere del GP del Belgio, l'austriaco fu costretto a saltare sia la gara di Spa sia il successivo GP d'Europa in cui cedette il posto a John Watson 

La McLaren si confermò campione anche nel mondiale costruttori, chiudendo la stagione con 6 vittorie, 2 secondi posti e 4 terzi, e 90 punti in classifica, contro gli 82 della Ferrari.

### La versione MP4/2C

Keke Rosberg su McLaren MP4/2C a Imola nel 1986

Nel campionato 1986 la McLaren schierò la versione C della MP4/2. Venne confermato Prost, neocampione del mondo, ma il team dovette rinunciare a Lauda che decise di ritirarsi, questa volta definitivamente, dalla Formula 1: l'austriaco fu rimpiazzato da un altro ex-campione, il finlandese Keke Rosberg.

In questa stagione gli avversari della casa inglese saranno ben 3: i due piloti della Williams-Honda, Nigel Mansell e Nelson Piquet e Ayrton Senna con la Lotus-Renault.

La limitazione della capacità del serbatoio a 195 litri si rivelò da subito un grosso handicap per la monoposto di Woking: il motore TAG Porsche, in grado di erogare 960 CV in gara e 1.060 CV in prova, non si dimostrò infatti così parco nei consumi come negli anni precedenti; prova ne sia che Prost vinse il GP di San Marino pur essendo senza benzina a poche curve dal termine, cosa che si ripeté in Germania dove il francese tentò addirittura il di spingere la sua MP4/2C oltre il traguardo, ma senza successo.

Nelle prime 15 tappe del mondiale, Alain vinse appena 3 GP, contro i 5 di Mansell, i 4 di Piquet e i 2 di Senna che tuttavia rimase fuori dalla lotta iridata già a due gare dal termine.

A vincere il mondiale tuttavia fu di nuovo il francese con 2 punti di vantaggio sull'inglese (72 a 70) e 3 sul brasiliano (69 punti). Alla vigilia dell'ultimo GP, in Australia, Mansell era il favorito per il mondiale, grazie ai suoi 7 punti di vantaggio sia su Prost che sul compagno di squadra (70 a 63), ma nel corso della gara, mentre l'inglese occupava la 3ª posizione, che gli avrebbe garantito il titolo, la sua gomma posteriore sinistra esplose in pieno rettilineo costringendolo al ritiro. Per precauzione la Williams richiamò quindi ai box Piquet, per montare gomme nuove, permettendo così a Prost di andare al comando: il transalpino vinse la corsa e si confermò campione del mondo per la seconda volta consecutiva, nonostante una vettura che ormai cominciava a dimostrarsi obsoleta in confronto alle rivali, in particolare la Williams che infatti surclassò nettamente la McLaren nella coppa costruttori, anche a causa dei risultati deludenti di Rosberg, solo una volta a podio.
La scuderia di Woking terminò il mondiale al secondo posto in classifica con 96 punti totali, di cui 72 portati da Prost (più altri 2 scartati) e solo 22 da Rosberg che, come Lauda 12 mesi prima, a fine stagione lasciò definitivamente la F1.

## Carriera agonistica

### Stagione 1984
Al suo debutto al Gran Premio del Brasile 1984 si rivelò subito molto competitiva e si aggiudicò la vittoria con Alain Prost. La gara dopo fu addirittura doppietta, con Lauda primo e Prost secondo. Il campionato fu dominato quasi completamente dai due piloti McLaren con 12 vittorie su un totale di 16 gare e la spuntò infine Lauda con un vantaggio di solo mezzo punto sul compagno francese.  In qualifica, la Brabham di Nelson Piquet era spesso più veloce delle McLaren, ma in gara la MP4/2 era di gran lunga la vettura più competitiva, specialmente riguardo al consumo di carburante.

#### Vittorie
Alain Prost: 

- GP Brasile 

- GP San Marino 

- GP Monaco 

- GP Germania 

- GP Olanda 

- GP Europa 

- GP Portogallo
Niki Lauda: 

- GP Sudafrica 

- GP Francia 

- GP Gran Bretagna 

- GP Austria 

- GP Italia
Mondiale piloti 1984:

1º Lauda 72 punti

2º Prost 71,5
Coppa Costruttori 1984:

1º McLaren 143,5 punti

## Risultati completi
| Anno | Team                           | Motore                      | Gomme | Piloti |     |   |     |     |   |     |   |     |     |     |   |     |   |     |   |   | Punti | Pos. |
| ---- | ------------------------------ | --------------------------- | ----- | ------ | --- | - | --- | --- | - | --- | - | --- | --- | --- | - | --- | - | --- | - | - | ----- | ---- |
| 1984 | Marlboro McLaren International | TAG Porsche TTE PO1 1.5 V6T | M     | Lauda  | Rit | 1 | Rit | Rit | 1 | Rit | 2 | Rit | Rit | 1   | 2 | 1   | 2 | 1   | 4 | 2 | 143,5 | 1º   |
| 1984 | Marlboro McLaren International | TAG Porsche TTE PO1 1.5 V6T | M     | Prost  | 1   | 2 | Rit | 1   | 7 | 1   | 3 | 4   | Rit | Rit | 1 | Rit | 1 | Rit | 1 | 1 | 143,5 | 1º   |

| Anno | Team                           | Motore                      | Gomme | Piloti |     |     |    |     |     |     |     |     |   |     |   |     |   |   |     |     | Punti | Pos. |
| ---- | ------------------------------ | --------------------------- | ----- | ------ | --- | --- | -- | --- | --- | --- | --- | --- | - | --- | - | --- | - | - | --- | --- | ----- | ---- |
| 1985 | Marlboro McLaren International | TAG Porsche TTE PO1 1.5 V6T | G     | Lauda  | Rit | Rit | 4  | Rit | Rit | Rit | Rit | Rit | 5 | Rit | 1 | Rit |   |   | Rit | Rit | 90    | 1º   |
| 1985 | Marlboro McLaren International | TAG Porsche TTE PO1 1.5 V6T | G     | Watson |     |     |    |     |     |     |     |     |   |     |   |     |   | 7 |     |     | 90    | 1º   |
| 1985 | Marlboro McLaren International | TAG Porsche TTE PO1 1.5 V6T | G     | Prost  | 1   | Rit | SQ | 1   | 3   | Rit | 3   | 1   | 2 | 1   | 2 | 1   | 3 | 4 | 3   | Rit | 90    | 1º   |

| Anno | Team                           | Motore                      | Gomme | Piloti  |     |   |    |   |     |   |     |   |     |    |     |    |    |     |     |     | Punti | Pos. |
| ---- | ------------------------------ | --------------------------- | ----- | ------- | --- | - | -- | - | --- | - | --- | - | --- | -- | --- | -- | -- | --- | --- | --- | ----- | ---- |
| 1986 | Marlboro McLaren International | TAG Porsche TTE PO1 1.5 V6T | G     | Prost   | Rit | 3 | 1  | 1 | 6   | 2 | 3   | 2 | 3   | 6* | Rit | 1  | SQ | 2   | 2   | 1   | 96    | 2º   |
| 1986 | Marlboro McLaren International | TAG Porsche TTE PO1 1.5 V6T | G     | Rosberg | Rit | 4 | 5* | 2 | Rit | 4 | Rit | 4 | Rit | 5* | Rit | 9* | 4  | Rit | Rit | Rit | 96    | 2º   |

| Legenda | 1º posto     | 2º posto | 3º posto    | A punti         | Senza punti/Non class.  | Grassetto – Pole position Corsivo – Giro più veloce |
| Legenda | Squalificato | Ritirato | Non partito | Non qualificato | Solo prove/Terzo pilota | Grassetto – Pole position Corsivo – Giro più veloce |

* Indica quei piloti che non hanno terminato la gara ma sono ugualmente classificati avendo coperto, come previsto dal regolamento, almeno il 90% della distanza totale.